# Soledad Brothers
Soledad Brothers var ett bluesrockband bildat 1998 i Maumee, Lucas County, Ohio. Gruppen bestod från början av Johnny Walker (eg. Johnny Wirick) på gitarr och sång och Benjamin Swank (eg. Ben Smith) på trummor. Brian Olive (eg. Oliver Henry), tidigare i The Greenhornes, värvades 2002 och spelade gitarr och saxofon. Bandets namn togs från en grupp fångar på Soledad Prison som sköts till döds av poliser.
De upptäcktes under en spelning i Detroit 1998 av skivbolaget Italy Records som gav ut deras första singel "Sugar and Spice". De albumdebuterade 2000 med Soledad Brothers. Jack White från The White Stripes hjälpte till under inspelningen av albumet. 2006, strax efter att deras fjärde studioalbum The Hardest Walk hade släppts, meddelade gruppen att den splittrades.

## Diskografi
Studioalbum
- 2000 – Soledad Brothers
- 2002 – Steal Your Soul and Dare Your Spirit to Move
- 2003 – Voice of Treason
- 2006 – The Hardest Walk

Livealbum
- 2003 – Live at the Gold Dollar 6/00

EP
- 2001 – Suprise Package: Volume 4 (The Von Bondies / Mistreaters / Soledad Brothers - delad EP)

Singlar
- 1999 – "The Gospel According the John" / "Mysterious Ways"